# Стадион Олимпийского комплекса (Кузанлы)
Стадио́н Олимпи́йского ко́мплекса — арена Олимпийского комплекса в посёлке Кузанлы, домашний стадион футбольного клуба азербайджанской премьер-лиги «Карабах». Клуб проводит домашние матчи в Кузанлы с мая 2009 года, хотя база команды находится в Баку. Трибуны стадиона вмещают 2000 человек.